# Neuölsburg
Neuölsburg (auch Neu Ölsburg) war eine Gemeinde im heutigen Landkreis Peine in Niedersachsen.

## Geschichte
Um 1869 erwarb die 1858 gegründete Aktiengesellschaft Ilseder Hütte, ein Hochofenbetrieb in der heutigen Gemeinde Ilsede, ein erstes Gelände von 220 Morgen (etwa 55 Hektar) nördlich des Dorfes Ölsburg zum Bau einer Werkssiedlung.
Dort erbaute das Unternehmen ab 1875 Siedlungshäuser, meist Doppelhäuser für Arbeiterfamilien, aber auch Mehrfamilienhäuser sowie Villen für leitende Angestellte seiner Betriebe. Ende der 1930er Jahre umfasste der Ort 168 Häuser für 435 Haushalte und 1284 Einwohner.
Die Werkssiedlung erhielt den Namen Neuölsburg und den Status einer selbstständigen Gemeinde.
Dazu trug die Ilseder Hütte, als Grundbesitzer, die gesamten Gemeindelasten der neuen Ortschaft. Sie errichtete und betrieb die öffentliche Infrastruktur mit Stromversorgung, Müllabfuhr, Schule, Badehaus und Einkaufsläden. Das Unternehmen finanzierte den Polizeidienst und ernannte Bürgermeister sowie Gemeindedirektor. Erst in der Nachkriegszeit nach dem Zweiten Weltkrieg konnten erstmals ein Gemeinderat und ein Bürgermeister demokratisch gewählt werden.
Neuölsburg war, wie sein Nachbarort Ölsburg, zunächst eine Exklave des damaligen Herzogtums Braunschweig und des späteren Freistaates Braunschweig. Im Jahr 1941 wechselte Neuölsburg im Zuge einer Neuordnung der Grenzen der Freistaaten Braunschweig und Preußen, im Rahmen des sogenannten Salzgitter-Gesetzes, aus dem Landkreis Braunschweig in den Landkreis Peine.
Die Werkssiedlung behielt ihre kommunale Selbstverwaltung bis 1964. Die Gemeinde Neuölsburg wurde aufgelöst und mit dem Nachbarort Ölsburg zur Gemeinde Ölsburg vereinigt. Deren Auflösung erfolgte am 1. Februar 1971 im Zuge der Gebietsreform in Niedersachsen, als sie mit fünf weiteren Orten zur neugegründeten Einheitsgemeinde Ilsede zusammengeschlossen wurde. Heute wird der Ortsname Neuölsburg nicht mehr als offizieller Ortsteil der Gemeinde Ilsede geführt.

## Bevölkerungsentwicklung
| Jahr | Einwohner | Quelle | Zeitleiste |
| ---- | --------- | ------ | ---------- |
| 1877 | 470       | [ 7 ]  |            |
| 1885 | 546       | [ 8 ]  |            |
| 1905 | 1117      | [ 8 ]  |            |
| 1910 | 1399      | [ 9 ]  |            |
| 1925 | 1548      | [ 3 ]  |            |
| 1933 | 1372      | [ 3 ]  |            |
| 1939 | 1284      | [ 3 ]  |            |
| 1946 | 2148      | [ 10 ] |            |
| 1950 | 2128      | [ 1 ]  |            |

## Ortsbild und Ortsentwicklung
In den vergangenen Jahrzehnten wuchs die ehemalige Gemeinde Neuölsburg mit den Ilseder Ortsteilen Ölsburg, Groß Bülten und Groß Ilsede baulich zusammen, ohne erkennbare Ortsgrenzen. Das Ortsbild wird noch heute von Ein- und Zweifamilienhäusern bestimmt.
In den ursprünglich großzügig geschnittenen Gärten der Siedlungshäuser entstanden seit den 1960er Jahren individuelle Einfamilienhäuser. Der Straßenverlauf weist noch heute auf seine planmäßige Entstehung hin – im Gegensatz zu den historisch gewachsenen Dorfkernen der Nachbarorte.
Seit der Einstellung des Betriebes der Ilseder Hütte im Jahre 1983 gehen viele Bewohner des Ortes ihrer Erwerbstätigkeit in den nahe gelegenen Industrien des Raums Salzgitter/Peine oder im Oberzentrum Braunschweig nach.

## Wappen
| | Blasonierung: „In Gold mit blauem Schildhaupt, darin ein schreitender rotbewehrter und -gezungter goldener Löwe; fünf rote Häuser in zwei Reihen (3:2) in der Mitte überdeckt von einem silbernen Dreieckschild, darin ein schwarzes Bergmannsgezähe.“ |
| Wappenbegründung: Neuölsburg entstand 1870 durch die Schaffung von Wohnraum für die Familien von Hüttenarbeitern der Ilseder Hütte und wurde 1875 zur eigenen Gemeinde erhoben. Daher stehen die Häuschen im Wappen für die Entstehung des neuen Ortes und das Bergmannsgezähe für den Grund dieser Neugründung. Der Löwe im Schildhaupt repräsentiert, wie in Ölsburg die frühere herzoglich-braunschweigische Landesherrschaft. Das Wappen wurde von Alfred Brecht gestaltet und am 18. Juli 1960 durch den hildesheimischen Regierungspräsidenten genehmigt. | |

## Persönlichkeiten
- Wilhelm Bergmann (* 20. April 1869 in Sankt Andreasberg; † 13. April 1949 in Neuölsburg), Bergingenieur und Unternehmer in der Montanindustrie
- Friedrich Cordes (* 6. Januar 1881 in Neuölsburg; † 7. Dezember 1949 in Oldenburg (Oldb.)), Diplomingenieur und Hochschuldirektor